# Buslijn 4 (Arnhem)
Buslijn 4 is een stadslijn in het stadsdeel Arnhem-Zuid van de gemeente Arnhem. De huidige lijn is ontstaan op 3 januari 2021. De lijn begint in Het Duifje en heeft als eindbestemming winkelcentrum Kronenburg. De lijn wordt met CNG-bussen gereden door Hermes onder de naam Breng. 

## Geschiedenis
Van 1 januari tot en met 31 maart 1950 bestond er een trolleylijn 4 tussen het Willemsplein en Geitenkamp. Dit traject werd op 1 april 1950 overgenomen door trolleylijn 2. Daarna bestond een dieselbus 4 naar Arnhem-Zuid die vanaf 1977 over de Roermondspleinbrug gevoerd werd ter ontlasting van de John Frostbrug. Voor de bediening van de nieuwe zuidwestelijke wijken met het centrum was het een aanzienlijk snellere route.  
De route telt 9 haltes:
- Arnhem, Het Duifje
- Arnhem, Immerloo
- Arnhem, Stadswaardenlaan
- Arnhem, Biezenlaan
- Arnhem, Visserslaan
- Arnhem, Groene Weide
- Arnhem, St. Laurentiuslaan
- Arnhem, De Grote Koppel
- Arnhem, Winkelcentrum Kronenburg

De voorganger van deze buslijn was buslijn 11 die is ontstaan op 11 december 2016 en in dienst was tot 2 januari 2021. Deze reed van Het Duifje naar Station Zuid en werd gereden met CNG-bussen. Deze route telde 8 haltes extra:
- Arnhem, Het Duifje
- Arnhem, Immerloo
- Arnhem, Stadswaardenlaan
- Arnhem, Biezenlaan
- Arnhem, Visserslaan
- Arnhem, Groene Weide
- Arnhem, St. Laurentiuslaan
- Arnhem, De Grote Koppel
- Arnhem, Winkelcentrum Kronenburg
- Arnhem, Groningensingel
- Arnhem, Mooieweg
- Arnhem, Overmaat
- Arnhem, Randweg
- Arnhem, Batavierenweg
- Arnhem, Rotterdamsingel
- Arnhem, Hollandweg
- Arnhem, Station Zuid